# Cimitirul Eroilor din Niederbühl
Cimitirul Eroilor din Niederbühl comemorează militarii morți în timpul celor două războaie mondiale în lazaretul de prizonieri de la Niederbühl, azi o suburbie a orașului sud-german Rastatt. În incinta acestui cimitir, amenajat  într-o parcelă aparte a cimitirului civil din Niederbühl, se află și mormintele a 28 militari români căzuți în decursul Primului Război Mondial.
Militarii români înhumați aici au murit în lagărul de prizonieri.  Primăria orașului a ridicat în acest areal zece cruci de piatră și o stelă funerară cu numele soldaților români.

## Imagini

Stela funerară pentru militarii români
Inscripția cu numele militarilor români